# Ökotyp

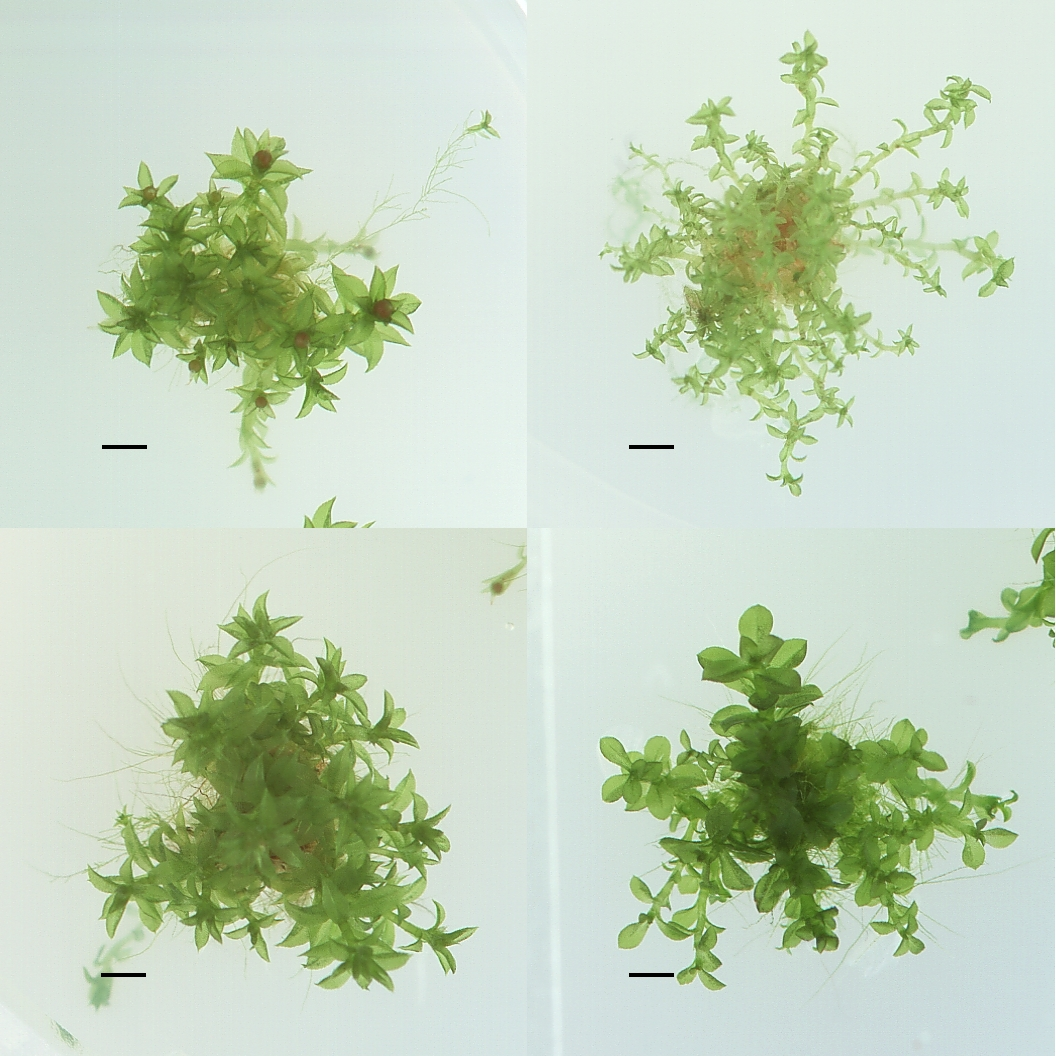
Vier verschiedene Ökotypen von Physcomitrella patens aus der Kollektion des IMSC

Als Ökotypen werden Untergruppen (Sippen) einer Art bezeichnet, die im Vergleich zu anderen Populationen der gleichen Art eigene genetisch fixierte ökologische Ansprüche an ihre Umwelt stellen. Die Ökotypen sind häufig auf ein Teilareal einer Art beschränkt und kommen nur bei bestimmten Umweltbedingungen vor. Die Veränderung von anatomischen oder physiologischen Merkmalen lässt sich häufig entlang von Ökoklinen beobachten.
Der Begriff Ökotyp wurde 1922 vom schwedischen Botaniker Göte Turesson geprägt und wird besonders bei Pflanzen verwendet. In der Zoologie wird er heute auch verwendet. Früher fand zum Teil der unscharfe Begriff ökologische Rasse Verwendung, der dort im Gegensatz zum unscharfen Begriff geographische Rasse stand. 
Durch die Art seiner Entstehung ist der Biotyp ein Sonderfall des Ökotyps, da dieser Begriff sich auf Populationen einer Art bezieht, die durch Autogamie oder durch Parthenogenese entstanden sind.
Ein Ökotyp unterscheidet sich zwar durch das Wirken der Selektion aufgrund der besonderen ökologischen Bedingungen genetisch und physiologisch von anderen Populationsteilen. Diese Eigenschaften werden jedoch nicht dazu herangezogen, den Organismus als eigene Art zu beschreiben und ihm damit eine eigene formale taxonomische Stellung zuzubilligen.

## Tiere
Beim Sotalia-Tümmler (Sotalia fluviatilis) existieren zwei unterschiedliche Ökotypen. Der erste Ökotyp, Sotalia fluviatilis guianensis, lebt an den Atlantikküsten zwischen Nicaragua und Brasilien. Der zweite, Sotalia fluviatilis fluviatilis, bewohnt den Amazonas und seine Nebenflüsse. In ähnlicher Weise werden auch beim Großen Tümmler (Tursiops truncatus) zwei, von manchen Wissenschaftlern sogar drei, Ökotypen unterschieden.

## Pflanzen
Im Pflanzenreich ist die Ausbildung von Ökotypen wegen der geringen Mobilität der Pflanzen (durch die Bildung von Diasporen sind auch Pflanzen „mobil“) stärker verbreitet als im Tierreich. So sind z. B. von der Acker-Schmalwand (Arabidopsis thaliana) weltweit mehr als 750 verschiedene Ökotypen bekannt.
Auch der Mensch trägt durch die Nutzung der Natur dazu bei, dass Ökotypen bei Pflanzen gefördert werden. So können beim Wiesenlieschgras in Abhängigkeit von der Art der Landnutzung eine Weideform und eine Wiesenform sichtbar werden.
Beim Kletten-Labkraut (Galium aparine), das in verschiedenen Habitaten vorkommt, konnten zwei verschiedene Ökotypen, ein „Ackerökotyp“
und ein „Nichtackerökotyp“, nachgewiesen werden. Die beiden Ökotypen unterscheiden sich sowohl hinsichtlich ihrer Entwicklungsstrategie als auch hinsichtlich einer Vielzahl morphologischer und phänologischer Merkmale.
Ein sehr eindrucksvolles Beispiel für Ökotypen einer Art hat uns Göte Turesson selbst hinterlassen. Er hat auf dem Gelände der Schwedischen Universität für Agrarwissenschaften in Ultuna eine Baumreihe mit der Moorbirke aus unterschiedlichen geographischen Breiten Schwedens pflanzen lassen. Die Bäume repräsentieren einen „genetischen Gradienten“ von Schonen in Südschweden bis nach Lappland und belegen noch heute in ihren phänologischen Erscheinungen die Forschungsergebnisse Turessons in spektakulärer Weise: Der Aufbruch der Birkenknospen beginnt an den Südbäumen zuerst und setzt sich sukzessive nach Norden fort, während die Blattfärbung im Herbst bei den Bäumen im Norden einsetzt und die Blätter der Birken im Süden sich als letzte verfärben und abfallen.

### Ökotypen in der Forstwirtschaft
Die Kenntnis unterschiedlicher Ökotypen lässt sich in der Forstwirtschaft zur standortgerechten Bepflanzung nutzen. So ist z. B. bekannt, dass sich Rotbuchen in der Fähigkeit zur Bewältigung von Trockenstress unterscheiden. Daraus kann man Empfehlungen für die Bepflanzung von Waldstandorten ableiten, die unter sommerlichem Wassermangel leiden.